# Rooms-rode coalitie
Een rooms-rode coalitie is een informele aanduiding voor een regeringscoalitie met rooms-katholieken ('rooms') en sociaaldemocraten ('rood') als deelnemende partijen.

## Nederland
In Nederland was dat van 1945 tot 1958 tussen sociaaldemocraten (tot 1946 de SDAP, daarna de Partij van de Arbeid) en rooms-katholieken (tot 1945 de RKSP, daarna de KVP). Het was een samenwerking tussen gezworen tegenstanders, die nodig was in het kader van de wederopbouw en het karakter had van een regering van nationale eenheid.
De rooms-rode coalities waren: het kabinet-Schermerhorn-Drees, het kabinet-Beel I, het kabinet-Drees-Van Schaik en de kabinetten-Drees I, II en III.

## België
In België waren verschillende rooms-rode coalities aan het bewind; sedert de Tweede Wereldoorlog zelfs de meest voorkomende coalitievorm, met onder meer:
- Gaston Eyskens
- Théo Lefèvre
- Edmond Leburton
- Leo Tindemans, (ook tijdelijk aangevuld met de Volksunie.)
- Paul Vanden Boeynants
- de verschillen regeringen Wilfried Martens; hem wordt nog de "bocht van 180°" verweten, omdat hij na de verkiezingen 1981, de coalitie niet verder zette, en de socialisten inruilde voor de liberalen. Het belette hem niet in 1987 het omgekeerde te doen en terug met de socialisten in zee te gaan.
- Jean-Luc Dehaene van 1992 tot 1999